# Woringen
Woringen è un comune tedesco di 1 884 abitanti, situato nel land della Baviera.